# Пежо 504
Пежо 504 (фр. Peugeot 504) је један од најпродаванијих аутомобила француског произвођача аутомобила Пежо. Овај модел је постао познат због своје издржљивости и добре механике. Производио се од 1968. до 1983. године. Доста је популаран у афричким земљама зато што издржава вожњу по лошим путевима. Највећу популарност је имао 1969. године када је добио титулу аутомобила године. Пежо 504 јавља се у више верзија, као што су лимузина, караван, купе, кабриолет и камионет.

## Каросерија
Аутомобил има елегантну каросерију и оригиналну силуету. Предња хауба је ниско постављена. Нема много хромираних делова, само испод врата и око прозора. Пртљажник је ниско постављен као и хауба. Завршни печат изгледу дају црна предња решетка и хромиран браник.

## Механика
Код овог модела присутан је класичан погонски систем. R4 мотор је уздужно постављен и покреће задње точкове. Постоје две верзије мотора код овог аутомобила, они који користе обично дизел-гориво. Мотор има четири цилиндра, запремину од 2,1 литра и 64 коњске снаге. Аутомобил може да достигне брзину од 134 km/h. Мењач је ручни са четири степена преноса. Има серво кочнице.

## Галерија
- Пежо 504
- Пежо 504 купе
- Пежо 504 - задњи део
- Пежо 504 - задњи део